# Bruno Barreto (futbolista)
Bruno Federico Barreto González (San Jacinto, Departamento de Canelones, Uruguay, 9 de mayo de 1989) es un futbolista uruguayo. Juega como volante central y su club actual es Cooper. 

## Clubes
| Club               | Categoría       | País      | Año       |
| ------------------ | --------------- | --------- | --------- |
| Danubio            | Octava división | Uruguay   | 1999-2007 |
| Peñarol            | Profesional     | Uruguay   | 2007-2009 |
| Rampla Juniors     | Profesional     | Uruguay   | 2009-2010 |
| River Plate        | Profesional     | Uruguay   | 2010-2011 |
| Rampla Juniors     | Profesional     | Uruguay   | 2011-2012 |
| Douglas Haig       | Profesional     | Argentina | 2012-2013 |
| Argentinos Juniors | Profesional     | Argentina | 2013-2014 |
| Rampla Juniors     | Profesional     | Uruguay   | 2014-2015 |
| Deportivo Cuenca   | Profesional     | Ecuador   | 2015-2016 |
| Tanque Sisley      | Profesional     | Uruguay   | 2016-2017 |
| Albion             | Profesional     | Uruguay   | 2018-2020 |
| América            | Profesional     | Ecuador   | 2020      |
| Colon              | Profesional     | Uruguay   | 2020      |
| Cooper             | Profesional     | Uruguay   | 2020-2022 |

## Palmarés
| Campeón Clausura | Primera División | Club Atlético Peñarol | Uruguay | 2008 |
| Ascenso          | Primera División | Rampla Juniors        | Uruguay | 2014 |
| Campeón          | Segunda División | El Tanque Sisley      | Uruguay | 2016 |
| Campeón          | Divisiónal D     | Cooper                | Uruguay | 2021 |
| Campeón          | Divisiónal D     | Cooper                | Uruguay | 2022 |

## Participación en Campeonatos Internacionales
| Copa Sudamericana | Guaraní | Paraguay | River Plate | Uruguay | 2010 |

| Copa Sudamericana | River Plate | Uruguay | Guaraní | Paraguay | 2010 |

## Amistosos internacionales
| Copa Suat | Peñarol | Uruguay | Tacuary | Paraguay | 2008 |